# Yongdzin Pandita Yeshe Gyeltshen
Yongdzin Pandita Yeshe Gyeltshen (tib. yongs 'dzin pandita ye shes rgyal mtshan; * 1713; † 1793) oder Tshechogling Yongdzin Yeshe Gyeltshen (tshe mchog gling yongs 'dzin ye shes rgyal mtshan) war ein bedeutender Geistlicher und Autor der Gelug-Schule des tibetischen Buddhismus, er war Tutor (yongs 'dzin) des 8. Dalai Lama Jampel Gyatsho (1758–1804).
Seine Ausbildung erhielt er im Kloster Trashilhünpo. Er gründete 1756 das Kloster Trashi Samtenling (bkra shis bsam gtan gling) in Gyirong (Kyirong). 1782 erbaute er das Kloster Tshechogling (tshe mchog gling) am südlichen Ufer des Lhasa He, einen der Vier Regentschaftstempel (gling bzhi). Er war der 1. Vertreter der Inkarnationsreihe der Tshechogling Hutuktus.

## Kadam-Chöchung-Werk
Er ist Autor des Kadam-Chöchung-Werkes Lam rim bla rgyud gi rnam thar, eines Werkes über die Meister der Lamrim-Überlieferung der Schulen Gelugpa und Kadampa in Tibet (1787).

## Werke
- Gesammelte Werke (gsuṅ-ʾbum) von Tshe-mchog-gliṅ Yoṅs-ʾdzin Ye-śes-rgyal-mtshan (tib.)
- Sutra Teacher Yexe Gyaincain, A Brief Introduction to the Inheritance of Bodhi Doctrine, Tibetan People’s Publishing House, Lhasa, May 1990. ISBN 7-223-00276-X